# Bofflens
Bofflens is een gemeente en plaats in het Zwitserse kanton Vaud, en maakt deel uit van het district Jura-Nord vaudois.
Bofflens telt 153 inwoners.